# Музей латиноамериканского искусства в Буэнос-Айресе
Музей латиноамериканского искусства в Буэнос-Айресе (исп. Museo de Arte Latinoamericano de Buenos Aires), сокращённо МАЛБА (исп. MALBA), расположен на Авениде Фигероа Алькорта в Палермо, районе города Буэнос-Айрес. Музей посвящён прежде всего латиноамериканскому искусству XX века.
Музей был основан аргентинским миллиардером и филантропом Эдуардо Константини и открыт 21 сентября 2001 года. Основу экспозиции музея составляла личная коллекция произведений искусства, собранная Константини. Музей находится в введении некоммерческой организации «Фонда МАЛБА—Константини» (исп. Fundación MALBA – Constantini). В состав музея также входит активно действующий культурный центр. Ежегодно музей принимает до миллиона посетителей, поддерживаемый многочисленными патронами.
Здание было построено по проекту архитектурной компании «Atelman-Fourcade-Tapia», базирующейся в провинции Кордова и выигравшей конкурс в 1997 году. В жюри конкурса входили такие всемирно известные архитекторы как британец Норман Фостер, аргентинец Сесар Пелли и швейцарец Марио Ботта. Строение музея было возведено в стиле деконструктивизма, популярного в 90-е годы XX века.

## Коллекция
Коллекция музея насчитывает более 400 работ около 160 художников со всей Латинской Америки. Она охватывает период от начала XX века до самых последних работ. Среди мастеров XX столетия, представленных в экспозиции музея, выделяются такие художники как Фрида Кало, Фернандо Ботеро, аргентинцы Антонио Берни, Хорхе де ла Вега, Леон Феррари.
Здание музея насчитывает 3 этажа. На первом выставлены произведения современного искусства, на втором — основа коллекции, 270 живописных работ, относящихся к первой половине XX века. Третий этаж музея отдан под временные выставки.

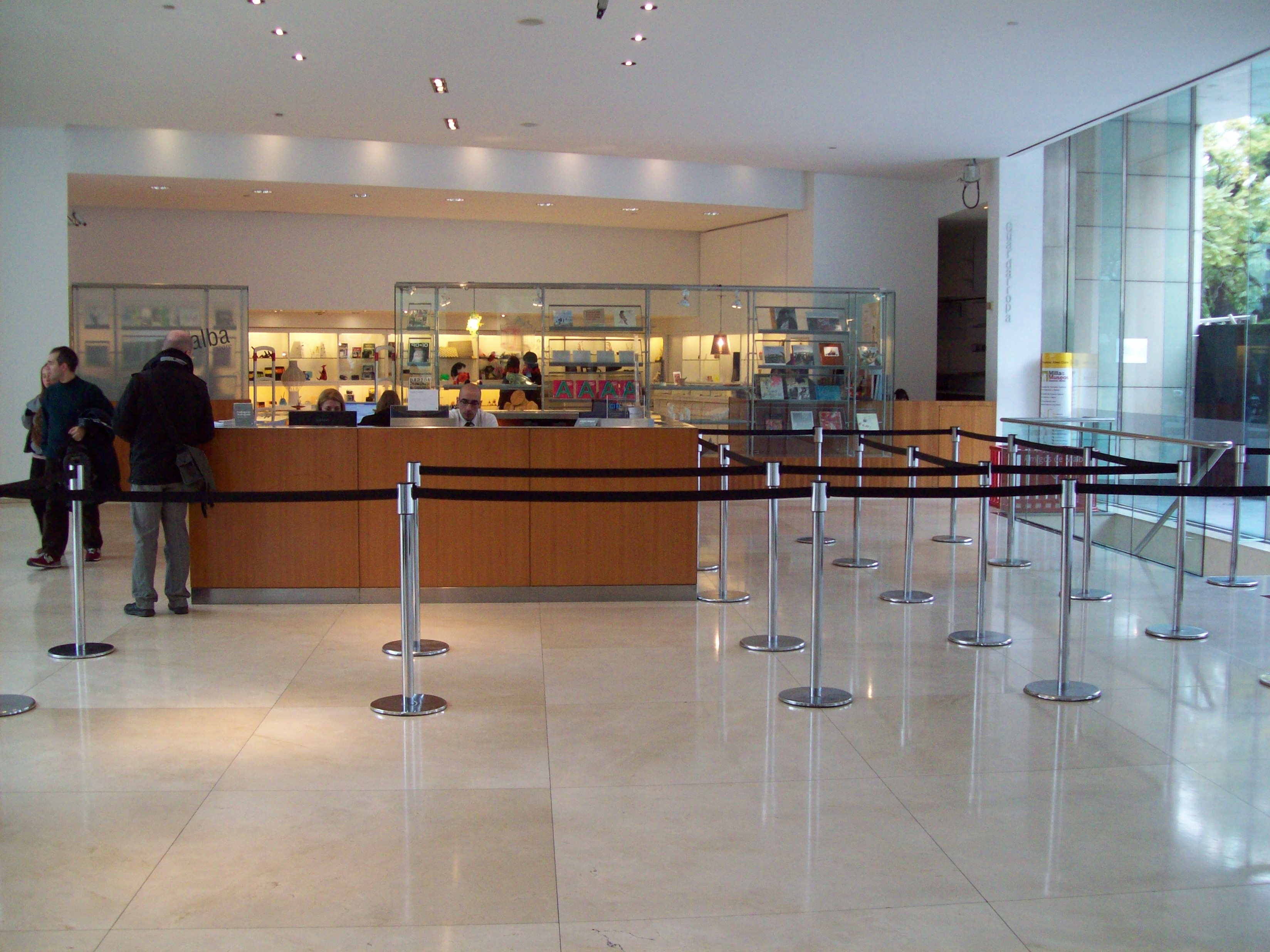
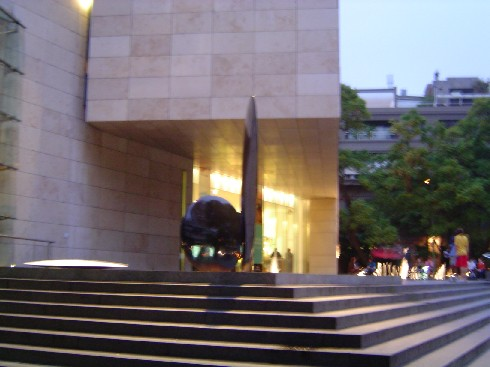
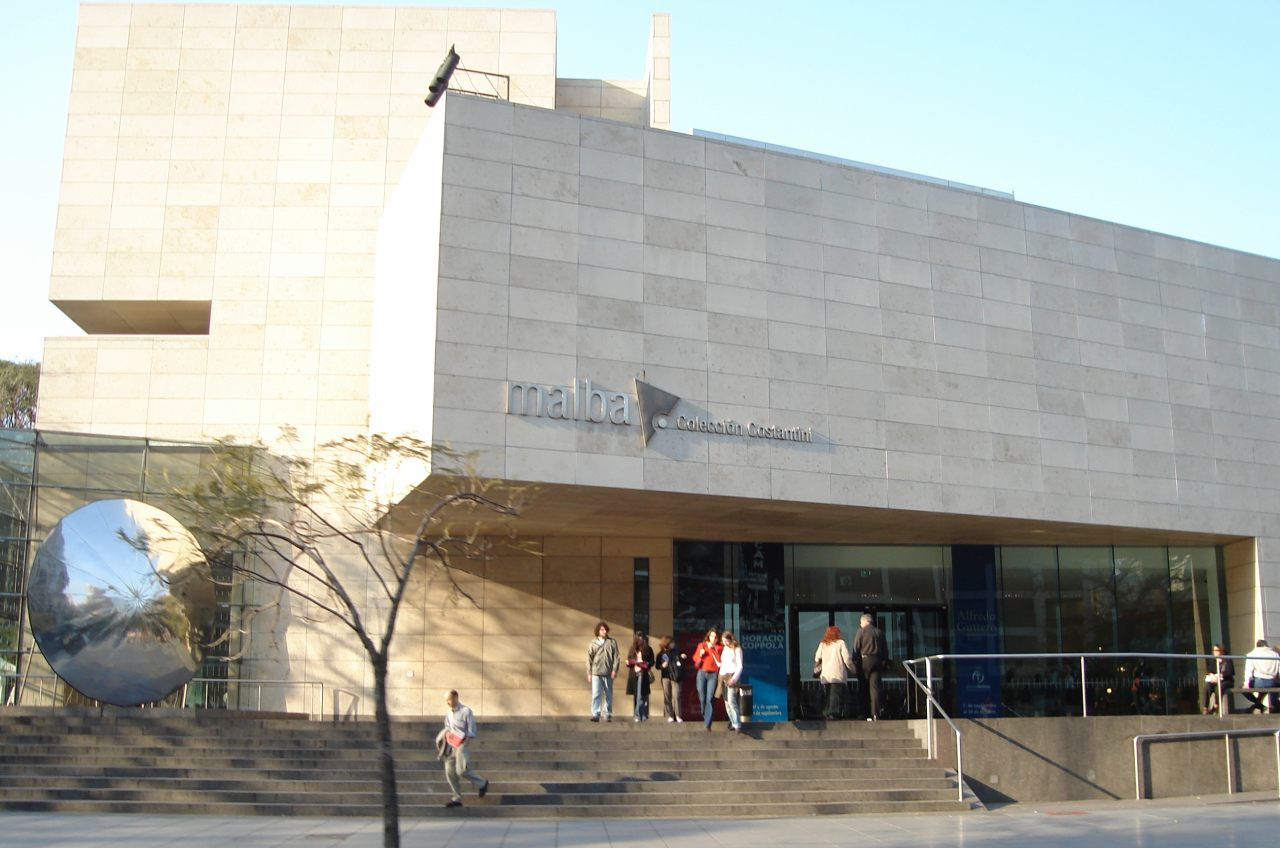
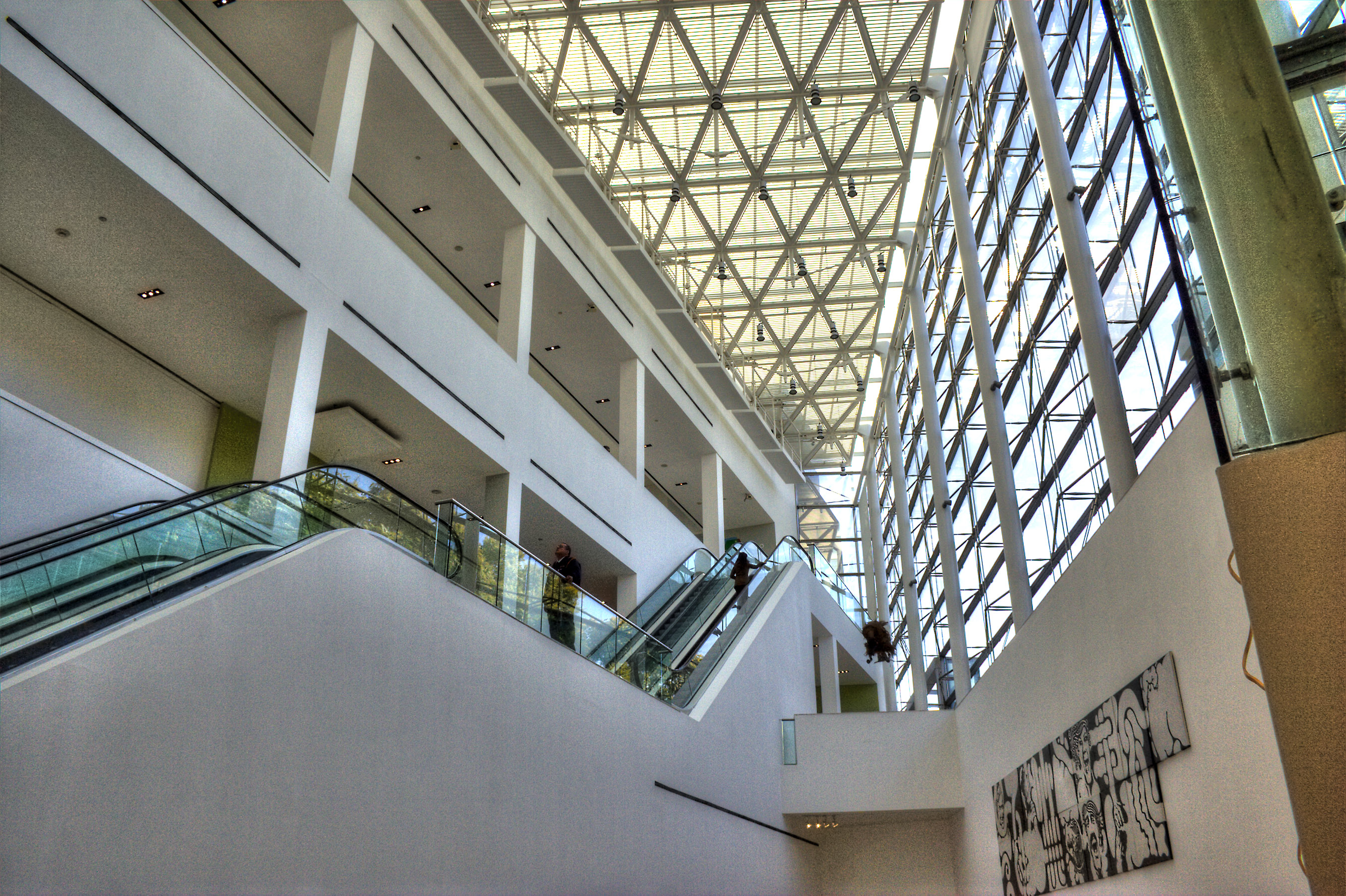